# タラス・ステパネンコ
タラス・ムィコラーヨヴィチ・ステパネンコ（ウクライナ語: Тарас Миколайович Степаненко, 英語: Taras Mykolayovych Stepanenko、1989年8月8日 - ）は、ウクライナ・ヴェリカ・ノヴォシルカ出身のサッカー選手。ウクライナ代表。FCシャフタール・ドネツク所属。ポジションはミッドフィールダー。

## 経歴
ウクライナのFCメタルルフ・ザポリージャのユースチームでキャリアをスタートさせ、2007年にトップチームに昇格。2010年5月11日、FCシャフタール・ドネツクに5年契約で移籍した。

## 代表歴
ウクライナ代表として、2010年11月17日、親善試合のスイス戦でデビューを果たした。2014年5月22日のニジェールとの親善試合で代表初得点を挙げた。

## タイトル

### クラブ
FCシャフタール・ドネツク
- ウクライナ・プレミアリーグ ： 2010-11, 2011-12, 2012-13, 2013-14, 2016-17, 2017-18, 2018-19
- ウクライナ・カップ ： 2010-11, 2011-12, 2012-13, 2015-16, 2016-17, 2017-18, 2018-19
- ウクライナ・スーパーカップ ： 2010, 2012, 2013, 2014, 2015, 2017